# Cesarino Cervellati
Cesarino Cervellati (15. února 1930 Baricella, Italské království – 13. duben 2018 Borgonuovo-Pontecchio, Itálie) byl italský fotbalový útočník a trenér.
Celou svou fotbalovou kariéru prožil v klubu Bologna. Celkem za ně odehrál 14 sezon a nastoupil do 300 utkání a vstřelil 86 branek. Debutoval již v 18 letech v roce 1948. Nejlepší sezony odehrál na začátku své kariéry. V letech 1949 až 1952 vstřelil 39 branek za 100 utkání. Poté už střílel branek méně. Ke konci kariéry již opustil pozici útočníka. Největší úspěch bylo vítězství ve Středoevropském poháru 1961. V roce 1962 ukončil kariéru.
Za reprezentaci odehrál šest utkání.
Po fotbalové kariéře zůstal v Bologni. Stal se nejprve poradcem trenéra Bernardiniho. A v roce 1968 byl povýšen do klubu jako hlavní trenér. Poté odešel na rok do Ceseny. V roce 1977 se vrátil do Bologni. Tady zastával i roli asistenta. V roce 1983 vedl klub naposled a poté se již rozhodl ukončit činnost.

## Hráčská statistika
| Sezóna  | Klub    | Liga    | Liga   | Liga | Ligové poháry | Ligové poháry | Ligové poháry | Kontinentální poháry | Kontinentální poháry | Kontinentální poháry | Celkem | Celkem |
| Sezóna  | Klub    | Soutěž  | Zápasy | Góly | Soutěž        | Zápasy        | Góly          | Soutěž               | Zápasy               | Góly                 | Zápasy | Góly   |
| ------- | ------- | ------- | ------ | ---- | ------------- | ------------- | ------------- | -------------------- | -------------------- | -------------------- | ------ | ------ |
| 1948/49 | Bologna | Serie A | 6      | 0    | -             | 0             | 0             | -                    | 0                    | 0                    | 6      | 0      |
| 1949/50 | Bologna | Serie A | 30     | 11   | -             | 0             | 0             | -                    | 0                    | 0                    | 30     | 11     |
| 1950/51 | Bologna | Serie A | 33     | 14   | -             | 0             | 0             | -                    | 0                    | 0                    | 33     | 14     |
| 1951/52 | Bologna | Serie A | 37     | 14   | -             | 0             | 0             | -                    | 0                    | 0                    | 37     | 14     |
| 1952/53 | Bologna | Serie A | 30     | 9    | -             | 0             | 0             | -                    | 0                    | 0                    | 30     | 9      |
| 1953/54 | Bologna | Serie A | 27     | 9    | -             | 0             | 0             | -                    | 0                    | 0                    | 27     | 9      |
| 1954/55 | Bologna | Serie A | 25     | 8    | -             | 0             | 0             | Stř.P                | 2                    | 0                    | 27     | 8      |
| 1955/56 | Bologna | Serie A | 16     | 5    | -             | 0             | 0             | -                    | 0                    | 0                    | 16     | 5      |
| 1956/57 | Bologna | Serie A | 30     | 12   | -             | 0             | 0             | -                    | 0                    | 0                    | 30     | 12     |
| 1957/58 | Bologna | Serie A | 12     | 1    | IP            | 7             | 1             | -                    | 0                    | 0                    | 19     | 2      |
| 1958/59 | Bologna | Serie A | 7      | 0    | -             | 0             | 0             | -                    | 0                    | 0                    | 7      | 0      |
| 1959/60 | Bologna | Serie A | 24     | 2    | IP            | 1             | 0             | Stř.P                | 1                    | 1                    | 26     | 3      |
| 1960/61 | Bologna | Serie A | 16     | 1    | IP            | 1             | 0             | Stř.P                | 3                    | 0                    | 20     | 1      |
| 1961/62 | Bologna | Serie A | 7      | 0    | -             | 0             | 0             | Stř.P                | 1                    | 0                    | 8      | 0      |
| Celkově | Celkově | Celkově | 300    | 86   | -             | 9             | 1             | -                    | 7                    | 1                    | 316    | 88     |

## Úspěchy

### Klubové
- 1× vítěz středoevropského poháru (1961)

### Reprezentační
- 1× na MP (1948–1953)